# Lugiens
 (décembre 2010).

Carte des peuples germaniques au Ier siècle après J.-C

Les Lugii, Lugiens ou Lygiens étaient un peuple dont l'identité est difficile à déterminer. Ils habitaient la Silésie autour de Legnica (Lugidunum) et dont l'ethnonyme est lié au dieu Lug[réf. nécessaire]. Ils étaient divisés en plusieurs sub-divisions administratives qui comprenaient entre autres les Haries, les Helvécones, les Manimes, les Élisiens et les Nahanarvales. Ptolémée dans sa Géographie les subdivise en trois factions distinctes à savoir les Buri, les Diduni et les Omani. 
Ils étaient peut-être apparentés aux Lugi de la Calédonie[réf. nécessaire]. On les associe aux peuples germano-celtes et en particulier aux Vandales qui occupent les mêmes régions qu'eux et qu'on retrouve durant l'époque de la culture de Przeworsk. Ils ont d'ailleurs été probablement absorbés par les Vandales vers le IIIe siècle. En effet, si ces deux peuples sont bien situés dans la même région par les auteurs romains, ils ne sont pourtant jamais mentionnés simultanément. Selon John Anderson, Lugii et Vandili sont les désignations pour un seul et même groupe tribal, la dernière étant d'ordre général et la plus ancienne un nom de culte. Herwig Wolfram estime que les Lugii et les Vandales formaient une seule communauté de culte qui vivait dans la même région de l'Oder en Silésie qui a d'abord été sous domination celtique avant de passer sous domination germanique.
La source de leur pouvoir était le contrôle du centre de la route de l'ambre entre la Sambie sur la Baltique jusqu'aux provinces de l'Empire romain que sont la Pannonie, la Norique et la Rhétie.
Des auteurs du XIXe siècle comme Conrad Malte-Brun considèrent les Lugiens comme les ancêtres des Polonais, anciennement appelés Lièches ou Lèches d'après leur ancêtre légendaire Lech. C'est pourquoi le romancier nationaliste polonais Henryk Sienkiewicz a voulu rendre hommage à ce peuple en donnant le nom de Lygie à l'héroïne de son roman Quo vadis ? (1896).